# Újezdské Předměstí
Újezdské Předměstí je část města Bílina v okrese Teplice. Nachází se na jihozápadě Bíliny. Prochází zde silnice I/13. V roce 2009 zde bylo evidováno 299 adres. V roce 2011 zde trvale žilo 2 070 obyvatel.
Újezdské Předměstí leží v katastrálním území Bílina o rozloze 1,9 km2 a Bílina-Újezd o rozloze 1,9 km2.
Jmenuje se podle dnes již zaniklé části obce s názvem Újezd (hist. Ugest, Ugezd).

## Historie
Nejstarší písemná zmínka pochází z roku 1289.

## Obyvatelstvo
|                                                               | 1869 | 1880 | 1890 | 1900  | 1910  | 1921  | 1930  | 1950 | 1961 | 1970  | 1980  | 1991  | 2001  | 2011  |
| ------------------------------------------------------------- | ---- | ---- | ---- | ----- | ----- | ----- | ----- | ---- | ---- | ----- | ----- | ----- | ----- | ----- |
| Obyvatelé                                                     | 430  | 546  | 755  | 1 081 | 1 418 | 1 509 | 1 624 | .    | .    | 1 392 | 2 513 | 2 302 | 2 236 | 2 070 |
| Domy                                                          | 70   | 74   | 84   | 122   | 157   | 174   | 228   | .    | .    | 240   | 251   | 285   | 270   | 272   |
| Údaje z let 1950 a 1961 jsou zahrnuty u městské části Bílina. |      |      |      |       |       |       |       |      |      |       |       |       |       |       |